# パウル・ヨルク・フォン・ヴァルテンブルク
パウル・ヨルク・フォン・ヴァルテンブルク (Paul Yorck von Wartenburg、1835年4月1日-1897年9月12日) は、ドイツの法律家、哲学者。
プロイセン陸軍元帥ルートヴィヒ・ヨルク・フォン・ヴァルテンブルクの孫として生まれた。
解釈学的歴史哲学を「歴史の心理学」と呼び、歴史性（Geschichtlichkeit）という概念を考案し、マルティン・ハイデッガーやガダマーに影響を与えた。ヴィルヘルム・ディルタイと親交があった。

## 著作
- Die Katharsis des Aristoteles und der Oedipus Coloneus des Sophokles,  1866
- Briefwechsel zwischen Wilhelm Dilthey und dem Grafen Paul Yorck von Wartenburg 1877 - 1897, 1923
- Italienisches Tagebuch, Darmstadt 1927, 2. Auflage Leipzig 1939
- Bewußtseinsstellung und Geschichte. Ein Fragment aus dem Philosophischen Nachlaß, Tübingen 1956

## 関連人物
- ヴィルヘルム・ディルタイ
- マルティン・ハイデッガー